# Abdij Saint-André de Sorède

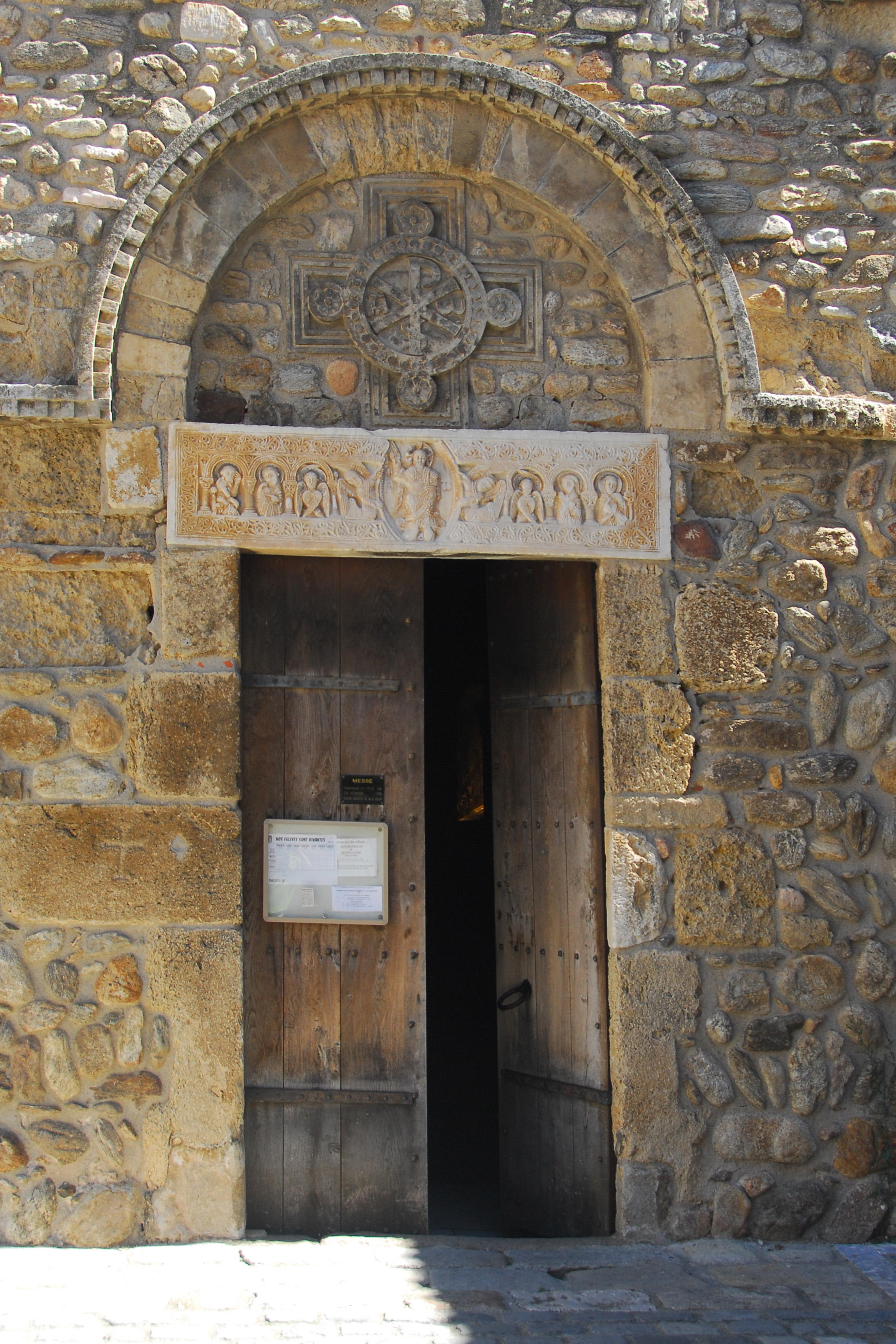
Ingang met linteel

De Abdij Saint-André de Sorède (Catalaans: Sant Andreu de Sureda) is een voormalige benedictijnse abdij in de vlakte van Roussillon nabij het Alberamassief in de gemeente Saint-André (Pyrénées-Orientales).

## Geschiedenis
De Abdij Saint-André de Sorède werd gesticht rond 800 door de Spaanse benedictijner monnik Miron. De abdij kende een snelle groei en was voorspoedig dankzij giften van de graven van Roussillon. Tijdens haar bloeitijd was ze belangrijk voor de ontvangst van Frankische inwijkelingen in Roussillon. In de 10e eeuw trad er verval op en in 1109 was de abdij helemaal vervallen. Gravin Agnes van Roussillon schonk de abdij toen aan de Abdij Sainte-Marie de Lagrasse. In 1151 vestigde zich een nieuwe gemeenschap in Saint-André. Maar gewapende conflicten in de streek verhinderden dat de abdij opnieuw tot bloei kwam. In de 13e eeuw was de abdij opnieuw vervallen. In 1592 werd de abdij gehecht aan de Abdij Sainte-Marie d'Arles. De abdij bleef bestaan tot de Franse Revolutie zonder echter opnieuw tot bloei te komen.

## Gebouwen
Van de middeleeuwse abdij is enkel de abdijkerk bewaard als parochiekerk van Saint-André.
De abdijkerk is gebouwd in natuursteen in romaanse stijl. De kerk heeft een enkele beuk en aan het koor zijn twee apsissen gebouwd. Opvallend is het linteel boven de ingang, dat een kopie (van mindere kwaliteit) is van het linteel van de kerk van de Abdij Saint-Génis-des-Fontaines.